# Ali Jasim
Ali Jasim (en árabe: علي جاسم لعيبي التميمي‎; Bagdad, 20 de enero de 2004) es un futbolista de Irak que juega en la posición de delantero con el Como 1907 de la Serie A de Italia.

## Selección nacional
Ha estado en el proceso de selecciones menores desde la categoría sub-17, y llegó a jugar en la Copa Mundial de Fútbol Sub-20 de 2023 en Argentina.
Debutó con la selección absoluta el 13 de octubre de 2023 ante Catar por el Jordan International Tournament. Su primer gol internacional lo anotó el 6 de junio de 2024 en la victoria por 2-0 ante Indonesia por la clasificación de AFC para la Copa Mundial de Fútbol de 2026.

## Clubes
| Club                       | País         | Año       |
| -------------------------- | ------------ | --------- |
| Al-Karkh S. C.             | Irak         | 2018-2020 |
| Al-Shorta S. C.            | Irak         | 2020-2021 |
| Al-Kahraba                 | Irak         | 2021-2023 |
| Antalyaspor                | Turquía      | 2023      |
| Al-Kahraba                 | Irak         | 2023-2024 |
| Al-Quwa Al-Jawiya (cedido) | Irak         | 2023-2024 |
| Como 1907                  | Italia       | 2024-     |
| Almere City F. C. (cedido) | Países Bajos | 2025      |

## Palmarés

### Distinciones individuales
| Distinción                                     | Año  |
| ---------------------------------------------- | ---- |
| Goleador de la Copa Asiática Sub-23 de la AFC. | 2024 |